# Klór-peroxid
A klór-peroxid a klór egyik oxidja. A légkörben található klór és oxigén fotokémiai reakcióinak köztitermékeként keletkezik. Két klór-monoxid gyök egyesülésével keletkezik.

## Tulajdonságai
A klór-peroxid elnyeli az ultraibolya fényt, és 245 nm-nél nyeli el a legtöbb fényt. Hosszabb hullámú fényt is elnyel 350 nm-ig kisebb mértékben. Ez fontos, mert az ózon 300 nm-ig nyel el.

## Fordítás
Ez a szócikk részben vagy egészben  a   Dichlorine dioxide című angol Wikipédia-szócikk ezen változatának fordításán alapul.  Az eredeti cikk szerkesztőit annak laptörténete sorolja fel. Ez a jelzés csupán a megfogalmazás eredetét és a szerzői jogokat jelzi, nem szolgál a cikkben szereplő információk forrásmegjelöléseként.